# 克羅皮夫尼亞河
克羅皮夫尼亞河（烏克蘭語：Кропивня），是烏克蘭的河流，位於該國北部日托米爾州和基輔州，屬於熱列瓦河的支流，河道全長24公里，流域面積118平方公里，河漫灘寬200米。